# 普伊芙美

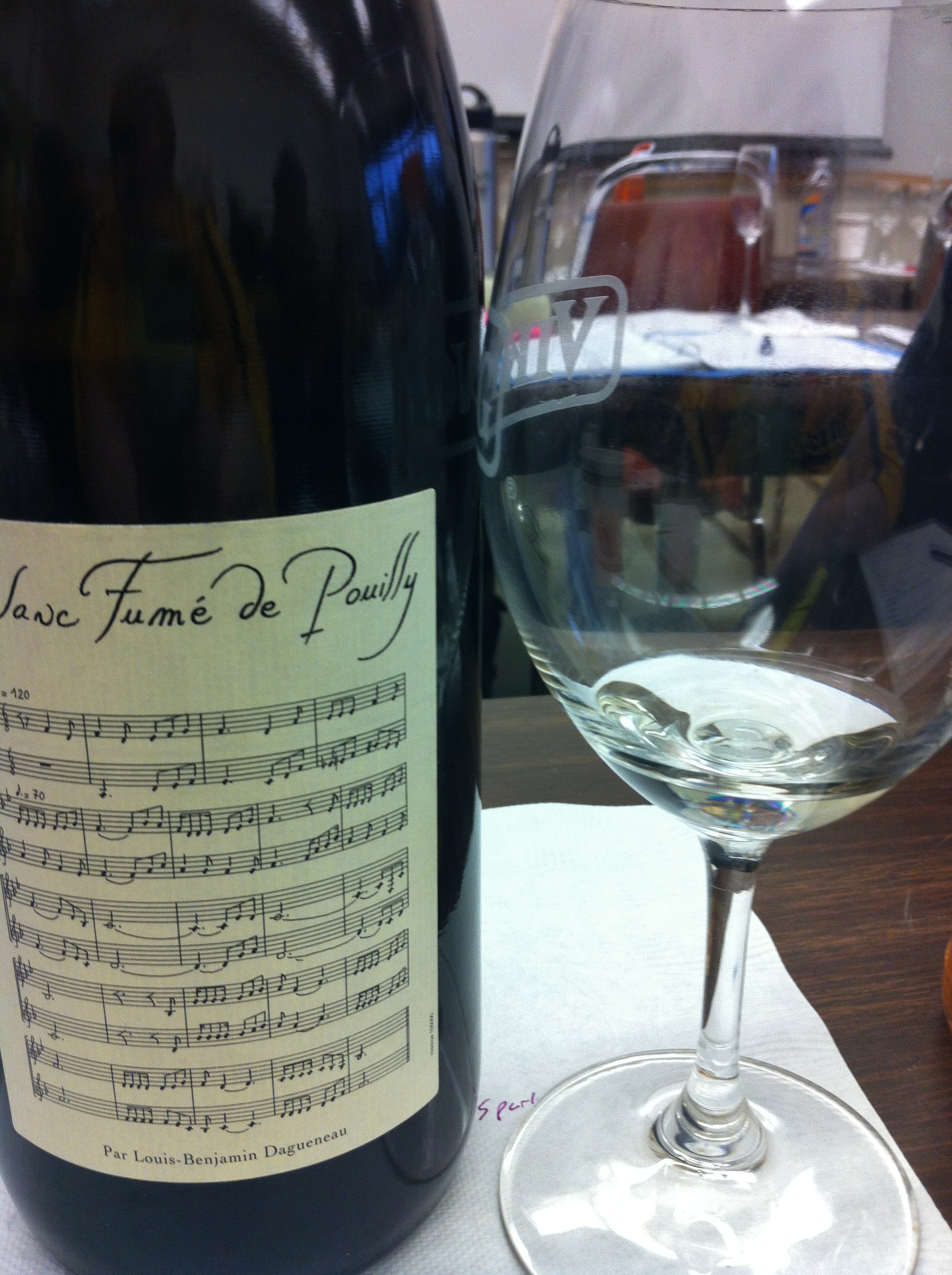
普伊芙美长相思葡萄酒

普伊芙美（法語：Pouilly-Fumé）是位于法国卢瓦尔河东岸的葡萄酒法定产区，比邻卢瓦尔河西岸的桑塞尔产区。该地种植葡萄的历史可以追溯至公元5世纪。
普伊芙美以出产由长相思葡萄制成的干白葡萄酒而闻名。该产区葡萄园面积为1200余公顷，有约120家酒庄，平均每年出产700余万升葡萄酒。